# Pugilato ai XVII Giochi panamericani - Pesi welter-leggeri
Il torneo di pugilato dei pesi welter-leggeri ai XVII Giochi panamericani si è svolto a Toronto dal 18 al 24 luglio 2015 e vi hanno preso parte 10 pugili di 10 differenti nazioni. Il limite di peso della categoria è di 64 chilogrammi e il campione uscente, vincitore a Guadalajara nel 2011, era il cubano Roniel Iglesias, presente anche a Toronto ma nella categoria superiore dei pesi welter.

## Risultati
|  | Primo turno          | Primo turno          | Primo turno |  |  | Quarti di finale     | Quarti di finale     | Quarti di finale   |   |                    | Semifinali         | Semifinali     | Semifinali |  |  | Finale | Finale | Finale |
|  |                      |                      |             |  |  |                      |                      |                    |   |                    |                    |                |            |  |  |        |        |        |
|  |                      |                      |             |  |  |                      |                      |                    |   |                    |                    |                |            |  |  |        |        |        |
|  |                      |                      |             |  |  | Yasniel Toledo       | Yasniel Toledo       | 3                  |   |                    |                    |                |            |  |  |        |        |        |
|  | Luis Feliciano       | Luis Feliciano       | 2           |  |  | Luis Feliciano       | Luis Feliciano       | 0                  |   |                    |                    |                |            |  |  |        |        |        |
|  | Rashield Williams    | Rashield Williams    | 1           |  |  |                      |                      |                    |   | Yasniel Toledo     | Yasniel Toledo     | 3              |            |  |  |        |        |        |
|  |                      |                      |             |  |  |                      | Joedison Teixeira    | Joedison Teixeira  | 0 |                    |                    |                |            |  |  |        |        |        |
|  |                      |                      |             |  |  | Raul Curiel          | Raul Curiel          | 0                  |   |                    |                    |                |            |  |  |        |        |        |
|  |                      |                      |             |  |  | Joedison Teixeira    | Joedison Teixeira    | 3                  |   |                    |                    |                |            |  |  |        |        |        |
|  |                      |                      |             |  |  |                      |                      |                    |   |                    | Yasniel Toledo     | Yasniel Toledo | 1          |  |  |        |        |        |
|  |                      |                      |             |  |  |                      | Arthur Biyarslanov   | Arthur Biyarslanov | 2 |                    |                    |                |            |  |  |        |        |        |
|  |                      |                      |             |  |  | Lucas Gimenez        | Lucas Gimenez        | 0                  |   |                    |                    |                |            |  |  |        |        |        |
|  |                      |                      |             |  |  | Arthur Biyarslanov   | Arthur Biyarslanov   | 3                  |   |                    |                    |                |            |  |  |        |        |        |
|  |                      |                      |             |  |  |                      |                      |                    |   | Arthur Biyarslanov | Arthur Biyarslanov | 3              |            |  |  |        |        |        |
|  | Carlos Tobar Romero  | Carlos Tobar Romero  | 1           |  |  |                      | Luis Arcon           | Luis Arcon         | 0 |                    |                    |                |            |  |  |        |        |        |
|  | Edu. Sanchez Ramirez | Edu. Sanchez Ramirez | 2           |  |  | Edu. Sanchez Ramirez | Edu. Sanchez Ramirez | 0                  |   |                    |                    |                |            |  |  |        |        |        |
|  |                      |                      |             |  |  | Luis Arcon           | Luis Arcon           | 3                  |   |                    |                    |                |            |  |  |        |        |        |
|  |                      |                      |             |  |  |                      |                      |                    |   |                    |                    |                |            |  |  |        |        |        |